# Jerzmanki (stacja kolejowa)

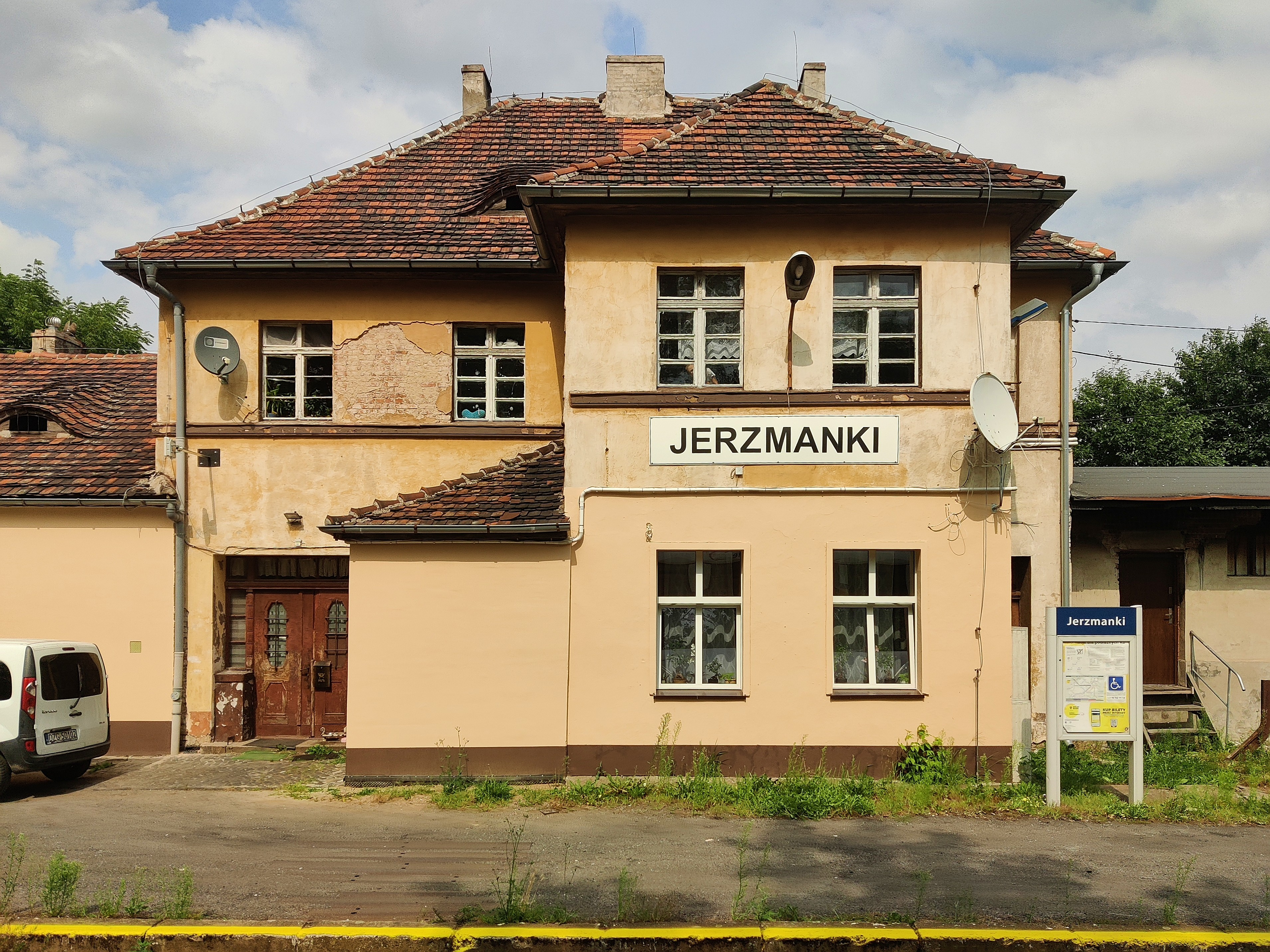

Jerzmanki (niem. Hermsdorf) – stacja kolejowa na linii kolejowej nr 274 Wrocław Świebodzki – Zgorzelec.

## Ruch pasażerski
| Rok  | Wymiana pasażerska na dobę |
| ---- | -------------------------- |
| 2017 | 10-19                      |
| 2022 | 10-19                      |

## Położenie
Stacja położona jest na południe od zabudowań wsi, 800 metrów od szosy głównej. Administracyjnie leży w województwie dolnośląskim, w powiecie zgorzeleckim.

## Historia

### Przed rokiem 1945
Kolej żelazna dotarła w okolice Jerzmanek w drugiej połowie XIX wieku, wraz z budową Śląskiej Kolei Górskiej – państwowej magistrali kolejowej, którą zaprojektowano jako część najkrótszego połączenia kolejowego Berlina z Wiedniem.
Stacja w Jerzmankach nie powstała równocześnie z linią, na której się znajduje. Budowę stacji datuje się na jesień 1877 roku. W 1907 roku w ramach rozbudowy trasy Wrocław – Jelenia Góra – Zgorzelec, na odcinku Mikułowa – Jerzmanki – Zgorzelec (jako ostatnim na rozbudowanej u progu XX wieku trasie) ułożono drugi tor. Istniejący budynek dworcowy wzniesiono w latach 1910–1912, podczas przygotowania przez pruskie koleje państwowe trasy z Wrocławia do Zgorzelca do zelektryfikowania. Odcinek Zgorzelec – Jerzmanki elektryfikowano w systemie zasilania napięciem 15 kV jednofazowego prądu przemiennego o częstotliwości 16⅔ Hz w czasie kryzysu gospodarczego, z oszczędności stosując betonowe maszty z rdzeniem z żeliwnych rur gazowych, zamiast stosowanych dotąd słupów żeliwnych. Maszty wykonała firma Deyckerhoff&Widmann AG z Drezna, natomiast część elektryczną koncern Siemens. Pierwszy, próbny przejazd elektrowozu z Lubania do Zgorzelca miał miejsce 15 sierpnia 1923 r. Sieć trakcyjną na obejmującym stację w Jerzmankach odcinku Lubań – Zgorzelec oddano 1 września 1924 roku, po przygotowaniach i próbach trwających w sumie niemal 16 lat.

### Po roku 1945
Działania wojenne nie spowodowały na szlaku dawnej Śląskiej Kolei Górskiej większych zniszczeń. Po II wojnie światowej, jako część tzw. Ziem Odzyskanych miejscowość Jerzmanki znalazła się w granicach Polski, a cała infrastruktura kolejowa trafiła do Polskich Kolei Państwowych. Stacja Jerzmanki, w nowej klasyfikacji PKP, znalazła się na linii kolejowej Wrocław Świebodzki – Zgorzelec.
Latem 1945 roku w kilku miejscach na szlaku Lubań – Zgorzelec sieć trakcyjna była przestrzelona, jednak latem 1945 roku pozostali w okolicy kolejarze niemieccy pod nadzorem PKP rozpoczęli jej naprawę . Inaczej niż na innych okolicznych liniach (np. z Lubania do Leśnej) prac nie doprowadzono jednak do końca . Zgodnie z porozumieniem zawartym między rządami: polskim i radzieckim, które podpisano dnia 8 lipca 1945 roku w Moskwie, całe wyposażenie elektryczne linii wraz ze wszystkimi urządzeniami i taborem, a także – w przypadku linii dwutorowych – drugim torem przeznaczono do prędkiego (w ciągu zaledwie 3 tygodni) demontażu i wywiezienia w głąb ZSRR . Na odcinku Lubań – Zgorzelec zdemontowano jedynie drugi tor, pozostawiając przewód jezdny i słupy trakcyjne . Wkrótce jednak pozostałą infrastrukturę zdemontowano celem jej ponownego użycia do odbudowy linii kolejowych i tramwajowych w głębi kraju, pozostawiając – również w Jerzmankach – słupy i bramki trakcyjne, z zamiarem przyszłej odbudowy trakcji elektrycznej . Od tego czasu stacja w Jerzmankach pełni funkcję jednej z mijanek na jednotorowym szlaku ze Zgorzelca do Jeleniej Góry, oprócz dwóch torów głównych posiadając dwa tory boczne i bocznicę do sąsiadującej ze stacją bazy paliw płynnych.
Zmiana granic państwowych i sytuacji geopolitycznej sprawiła, że odcinek linii z Jeleniej Góry do Zgorzelca stał się peryferyjny. Ruch pociągów przywrócono w oparciu o lokomotywy parowe. W kolejnych latach obsługę składów pasażerskich przejmowały spalinowozy, od lat 60. obecne w lokomotywowni w Węglińcu. W szczytowym okresie, w latach 80. XX wieku, kursowało przez Jerzmanki najwyżej 8 par pociągów osobowych.
Planowana w 1985 roku do realizacji po 1990 roku elektryfikacja okrężnego szlaku Węgliniec – Zgorzelec Miasto – Lubań Śląski obowiązującym w Polsce napięciem 3 kV prądu stałego nie wyszła poza sferę planów.